# Annaphila yosemitensis
Annaphila yosemitensis là một loài bướm đêm trong họ Noctuidae.